# Винные змеи
Ви́нные зме́и, или серые древесные змеи (лат. Thelotornis), — род змей из подсемейства настоящих ужей семейства ужеобразных.

## Описание

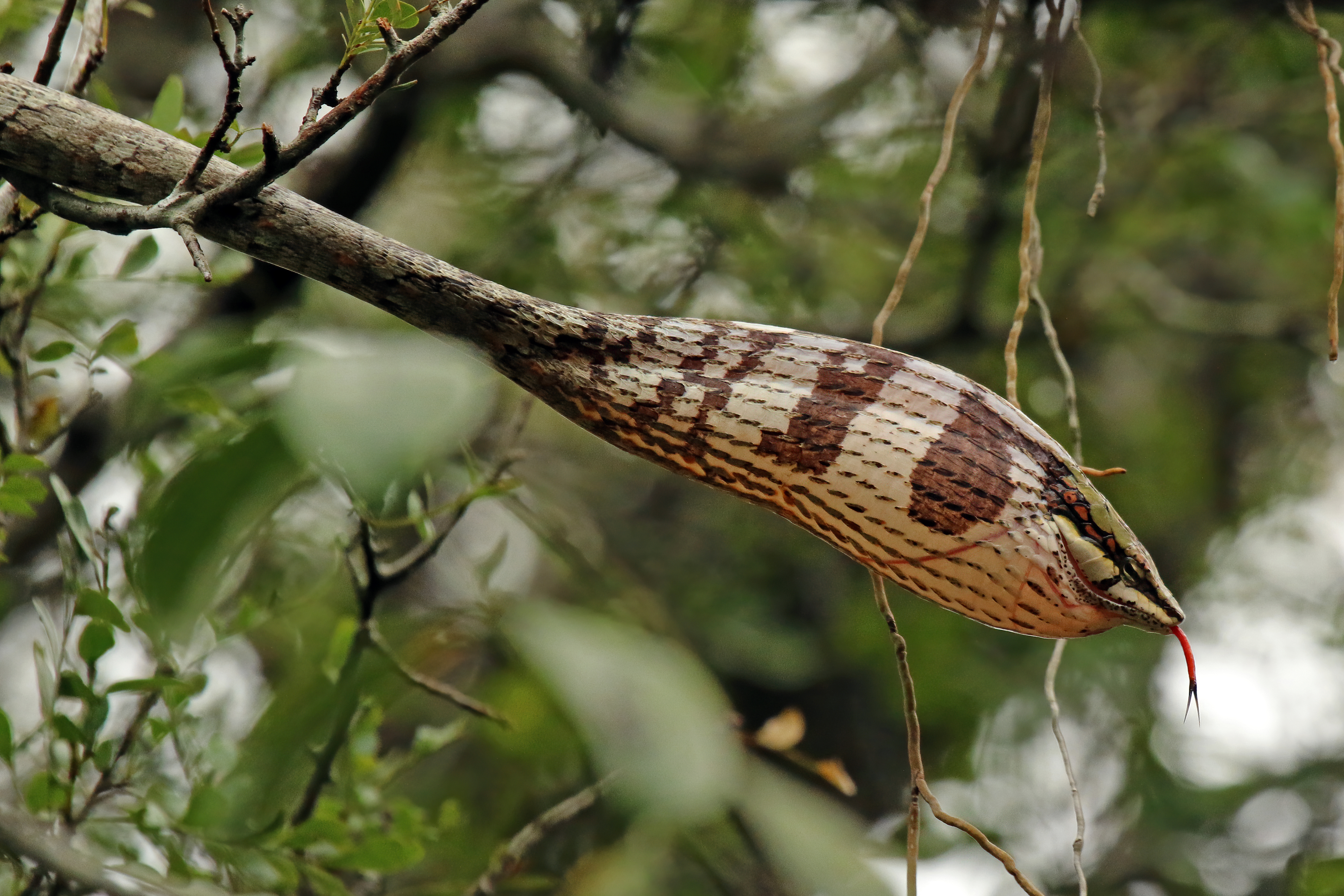
Капская винная змея в угрожающей позе

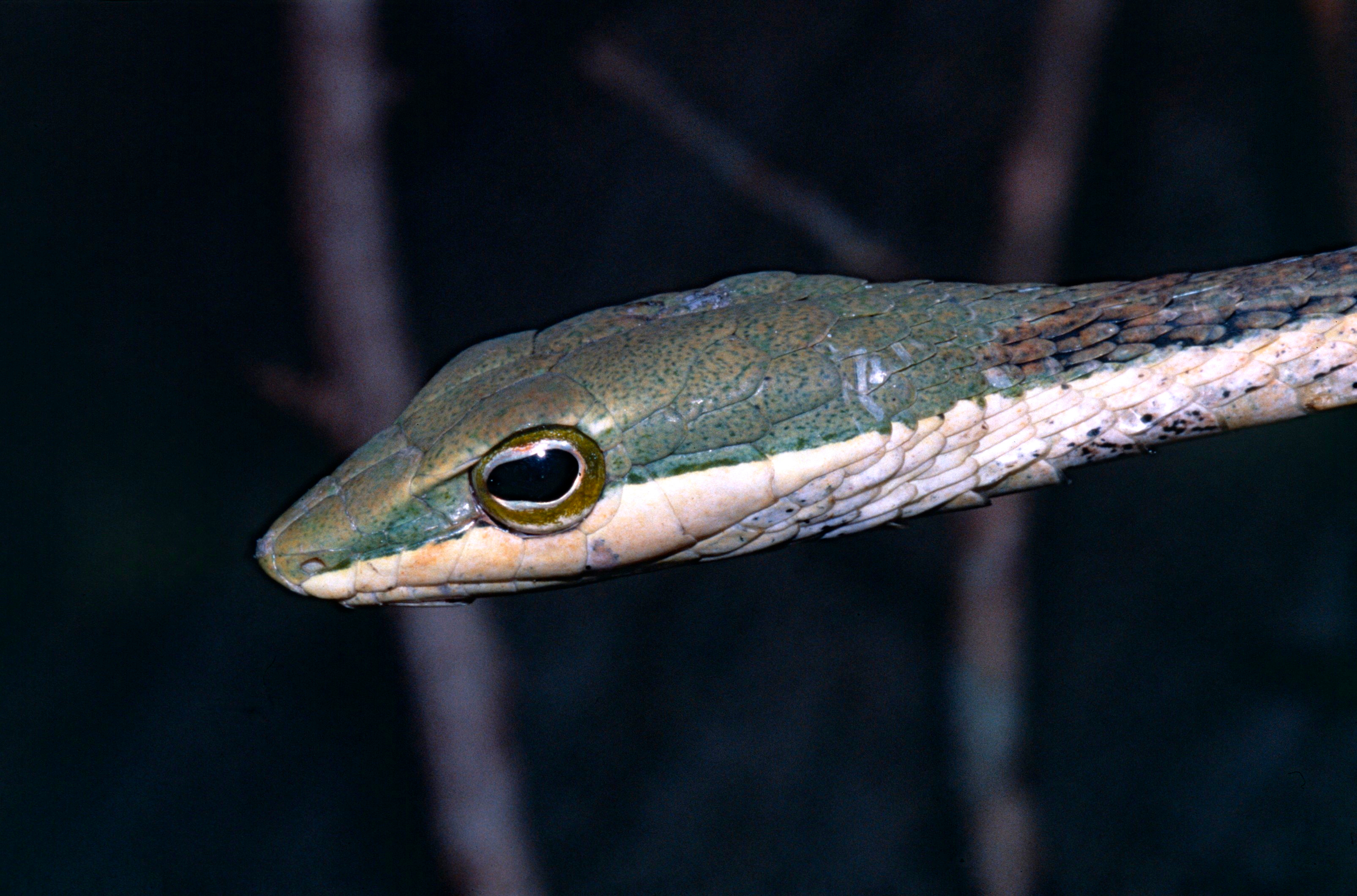
Голова Thelotornis mossambicanus

Змеи среднего размера стройного телосложения с длинным хвостом. Голова имеет заострённую форму, из-за чего жители некоторых регионов Африки верят, что эти змеи могут простреливать людей насквозь, как стрела. Особенностью змей этого рода является примечательная форма зрачка, напоминающего гантелю или замочную скважину. Имеют серовато-коричневую окраску со слабым светлым отливом и тёмными отметинами. В случае опасности, они раздувают глотки, демонстрируя устрашающие чёрные пятна на шее.
Относятся к заднебороздчатым змеям, обладая ядом, нарушающим свёртывание крови и вызывающим почечную недостаточность. Последствия укусов наступают очень медленно, а укусы редки, но противоядие так и не было разработано, вследствие чего произошло несколько смертельных исходов. В частности, от яда капской винной змеи погиб немецкий герпетолог Роберт Мертенс.
Они охотятся на ящериц, лягушек, а иногда и птиц, и скрываются на деревьях, хотя часто на достаточно низком уровне, чтобы иметь возможность также нанести удар и по наземной добыче, которую они могут заглотить после убийства. Их камуфлирующая окраска и выраженная способностью замирать или раскачиваться, как хамелеоны или как сучок на дереве, делает их трудно обнаружимыми. Эта особенность дала им одно из названий, «змея-сучок» (англ. Twig snake).

## Классификация
По данным сайта Reptile Database, на декабрь 2022 года в род включают 4 вида:
- Thelotornis capensis Smith, 1849 — Капская винная змея
- Thelotornis kirtlandii (Hallowell, 1844) — Винная змея, или серая древесная змея
- Thelotornis mossambicanus (Bocage, 1895)
- Thelotornis usambaricus Broadley, 2001